# 烏克蘭國立歷史博物館
烏克蘭國立歷史博物館（烏克蘭語：Національний музей історії України）是烏克蘭首都基輔的一座博物館，展示有關烏克蘭歷史的藏品。目前館藏擁有約800,000 件藏品，約22,000件展品永久展出。博物館擁有世界著名的考古、錢幣、民族志和武器收藏、裝飾和應用藝術作品、手稿、版畫、繪畫和圖形作品，以及 20 世紀烏克蘭民族解放運動的遺物。
這座建築由約瑟·卡拉基斯設計，修建於1937年至1939年之間，曾是一座藝術學校。1944年，藝術學校搬遷，該建築成為博物館。

## 外部連結
- 烏克蘭國立歷史博物館 （页面存档备份，存于）
- 烏克蘭國立歷史博物館的Facebook專頁
- "National Museum of the History of Ukraine" - Internet Encyclopedia of Ukraine （页面存档备份，存于）
- .   [2015-08-20]. （原始内容存档于2020-06-29）.